# Spartak Varna
FK Spartak Varna (Bulgaars: ФК Спартак Варна) is een Bulgaarse voetbalclub uit Varna. 

## Geschiedenis
De club werd opgericht in 1945 na een fusie tussen Sjiptsjenski Sokol en de kleinere clubs Levski en Radetski. De club gebruikt 1918 als oprichtingsdatum. Dat jaar werd Bulgarski Sokol opgericht, een voorganger van Sjiptsjenski Sokol. Deze club werd in 1932 landskampioen, een titel die Spartak ook op zijn palmares zet. 
De fusieclub nam in 1945 al meteen deel aan de eindronde om de landstitel en bereikte de halve finale, die ze verloren van Sportist Sofia. Ook in 1946 bereikte de club de halve finale, die ze nu verloren van Levski Sofia. Ook het volgende seizoen was Levski de boosdoener, nu reeds in de kwartfinale. In 1948 bereikte de club wel weer de halve finale en verloor daar van Septemvri Sofia. Ondanks de goede prestaties plaatste de club zich in 1948/49 niet voor het eerste seizoen van de moderne Bulgaarse competitie. 
In 1950 trad de club aan als Spartak Stalin, tot 1956 heette Varna Stalin. Na twee plaatsen in de middenmoot degradeerde de club in 1952. De club kon na één seizoen terugkeren en werd in 1955 derde, maar verzeilde daarna in de middenmoot tot een degradatie volgde in 1964. Ook nu kon de club meteen terugkeren, maar kon nu het behoud niet verzekeren. In 1969 fuseerde de club met het kleinere Lokomotiv Varna en trad van dan af aan als ZjSK-Spatak Varna. In 1971 kon de club na vijf jaar weer promotie afdwingen naar de hoogste klasse. De club zou regelmatig eens degraderen om telkens weer terug te keren. Na een verloren bekerfinale in 1983 speelde de club het jaar erop Europees en eindigde ook nog eens derde in de competitie. In 1985 werd de voetbalafdeling gescheiden van de sportclub en werd zo de naam FK Spartak Varna aangenomen. 
De club degradeerde in 2005 naar de 2de klasse en werd daar een jaar later kampioen. Na drie seizoenen degradeerde Spartak opnieuw. In 2010 kreeg de club geen licentie voor de B Grupa en moest op het derde niveau spelen. Daar werd Spartak Varna in 2011 kampioen in de noordoostelijke poule van de V Grupa en promoveerde weer naar de B Grupa. In 2019 kon de club terugkeren naar de tweede klasse, helaas kon de club daar het behoud niet verzekeren. In 2021 promoveerde de club opnieuw. Een jaar later kon de club opnieuw promotie afdwingen en keerde zo na dertien jaar afwezigheid terug naar de hoogste klasse, maar moest na één seizoen alweer een stapje terugzetten. In 2024 promoveerde de club opnieuw. 

## Erelijst
Landskampioen
1932
Beker van Bulgarije
Finalist: 1961, 1983
V Grupa Noord-Oost
Winnaar:2011

## Overzicht seizoenen
| Competitie  | Aantal | Periode |
| ----------- | ------ | --- |
| 1ste klasse | 46     | 1945-1948, 1950-1952, 1954-1964, 1965-1966, 1971-1974, 1975-1978, 1982-1989, 1992-1994, 1995-2005, 2006-2009, 2022-2023, 2024-           |
| 2de klasse  | 25     | 1953, 1964-1965, 1966-1971, 1974-1975, 1978-1982, 1989-1992, 1994-1995, 2005-2006, 2009-2010, 2011-2015, 2019-2020, 2021-2022, 2023-2024 |
| 3de klasse  | 5      | 2009-2010, 2015-2016, 2017-2019, 2020-2021                                                                                               |
| 4de klasse  | 1      | 2016-2017 |

## Naamsveranderingen
- 1918 : opgericht als Bulgarski Sokol Varna
- 1924 : fusie met Sjipka Varna → Sjiptsjenski Sokol Varna
- 1945 : fusie met Levski Varna & Radetski Varna → Spartak Varna
- 1949 : Spartak Stalin
- 1956 : Spartak Varna
- 1969 : fusie met Lokomotiv Varna → ZjSK-Spartak Varna
- 1986 : FK Spartak Varna

## Eindklasseringen vanaf 1950
| 5 |

| 5 |

| 12 |

| 1 |

| 10 |

| 3 |

| 10 |

| 10 |

| 8 |

| 9 |

| 10 |

| 7 |

| 11 |

| 13 |

| 15 |

| 1 |

| 15 |

| 6 |

| 2 |

| 5 |

| 2 |

| 1 |

| 15 |

| 15 |

| 16 |

| 1 |

| 11 |

| 14 |

| 15 |

| 4 |

| 2 |

| 4 |

| 1 |

| 7 |

| 3 |

| 14 |

| 8 |

| 10 |

| 10 |

| 15 |

| 4 |

| 8 |

| 2 |

| 12 |

| 15 |

| 1 |

| 6 |

| 9 |

| 7 |

| 12 |

| 7 |

| 7 |

| 9 |

| 7 |

| 13 |

| 16 |

| 1 |

| 13 |

| 11 |

| 15 |

| 9 |

| 1 |

| 7 |

| 7 |

| 8 |

| 16 |

| 1 |

| 12 |

| 8 |

| 1 |

| 15 |

| 1 |

| 3 |

| 16 |

| 1 |

| 7 |

| Parva Liga/A Grupa | Vtora Liga/B Grupa | Treta Liga/V AFG | A OFG Regionaal |

## Varna in Europa
Uitslagen vanuit gezichtspunt Spartak Varna
| Seizoen | Competitie    | Ronde         | Land                          | Club                      | Totaalscore | 1e W     | 2e W    | PUC |
| ------- | ------------- | ------------- | ----------------------------- | ------------------------- | ----------- | -------- | ------- | --- |
| 1961/62 | Europacup II  | Q             | Vlag van Oostenrijk           | Rapid Wien                | 2-5         | 0-0 (U)  | 2-5 (T) | 1.0 |
| 1983/84 | Europacup II  | 1R            | Vlag van Turkije              | Mersin İY                 | 1-0         | 0-0 (U)  | 1-0 (T) | 3.0 |
|         |               | 1/8           | Vlag van Engeland             | Manchester United FC      | 1-4         | 1-2 (T)  | 0-2 (U) | 3.0 |
| 1996    | Intertoto Cup | Groep 8       | Vlag van Rusland              | KAMAZ Naberezjnye Tsjelny | 2-2         | 2-2 (U)  |         | 0.0 |
|         |               | Groep 8       | Vlag van Duitsland            | TSV 1860 München          | 2-1         | 2-1 (T)  |         | 0.0 |
|         |               | Groep 8       | Vlag van Tsjechië             | FC Kaučuk Opava           | 0-1         | 0-1 (T)  |         | 0.0 |
|         |               | Groep 8 (4e)  | Vlag van Polen                | ŁKS Łódź                  | 1-1         | 1-1 (U)  |         | 0.0 |
| 1997    | Intertoto Cup | Groep 10      | Vlag van Frankrijk            | Montpellier HSC           | 1-1         | 1-1 (T)  |         | 0.0 |
|         |               | Groep 10      | Vlag van Nederland            | FC Groningen              | 0-2         | 0-2 (T)  |         | 0.0 |
|         |               | Groep 10      | Vlag van Servië en Montenegro | FK Cukaricki              | 0-3         | 0-3 (U)  |         | 0.0 |
|         |               | Groep 10 (5e) | Vlag van Roemenië             | Gloria Bistrita           | 1-2         | 1-2 (U)  |         | 0.0 |
| 1998    | Intertoto Cup | 1R            | Vlag van Rusland              | Baltika Kaliningrad       | 1-5         | 0-4 (U)  | 1-1 (T) | 0.0 |
| 1999    | Intertoto Cup | 1R            | Vlag van België               | Sint-Truidense VV         | 1-8         | 1-2 (T)  | 0-6 (U) | 0.0 |
| 2001    | Intertoto Cup | 1R            | Vlag van Polen                | Dyskobolia Grodzisk       | 4-1         | 0-1 (U)  | 4-0 (T) | 0.0 |
|         |               | 2R            | Vlag van Oekraïne             | Tavrija Simferopol        | 2-5         | 0-3R (T) | 2-2 (U) | 0.0 |

Totaal aantal punten voor UEFA coëfficiënten: 4.0
Zie ook
- Deelnemers UEFA-toernooien Bulgarije
- Ranglijst van alle clubs die in de diverse Europa Cups zijn uitgekomen

## Bekende (oud-)spelers
- Rodney Antwi